# Студенчиці (Радовлиця)
Студенчиці (словен. Studenčice) — поселення в общині Радовлиця, Горенський регіон, Словенія. Висота над рівнем моря: 521 м.